# 白石町立白石中学校
白石町立白石中学校（しろいしちょうりつ しろいしちゅうがっこう）は、佐賀県杵島郡白石町大字遠江にある公立中学校。

## 概要
歴史
1947年（昭和22年）の学制改革の際に、新制中学校「白石町立白石中学校」（初代）として創立。1962年（昭和37年）に白石町立中学校4校（須古・六角・白石・北明）の統合により、白石町立白石中学校（二代目）となる。2024年（令和6年）に白石町立中学校3校（白石・有明・福富）の統合により、現在の白石町立白石中学校（三代目）となった。
校訓
「拓く、輝く、強く」 - 2024年（令和6年）制定。
校章
2024年（令和6年）制定。統合された3校のイニシャル「A」（有明）・「F」（福富）・「S」（白石）を三角の形に組み合わせたデザインとなっている。色は「青」と「赤」が使用されており、青は「海」を、赤は「朝日」を表している。三角形の下には、ローマ字斜体で「SHIROISHI」の文字を配している。
校歌
2024年（令和6年）制定。作詞・作曲ともに佐藤和哉による。歌詞は2番まであり、最後に校名の「白石」が登場する。。
校区
杵島郡白石町全域。小学校区（8校）は以下の通り。
- 白石町立須古小学校
- 白石町立六角小学校
- 白石町立白石小学校
- 白石町立北明小学校
- 白石町立有明東小学校
- 白石町立有明西小学校
- 白石町立有明南小学校
- 白石町立福富小学校

## 沿革
- 1947年（昭和22年）
  - 4月1日 - 学制改革が行われる。以下の新制中学校8校が創立。
    - 「須古村立須古中学校」（須古村立須古小学校に併設）
    - 「六角村立六角中学校」（六角村立六角小学校に併設）
    - 「白石町立白石中学校」（白石町立白石小学校に併設）
    - 「北有明村立北明中学校[3]」（北有明村立北明小学校に併設）
    - 「南有明村立南有明中学校」（南有明村立南有明小学校に併設）
    - 「竜王村立竜王中学校」（竜王村立竜王小学校に併設）
    - 「錦江村立錦江中学校」（錦江村立錦江小学校に併設）
    - 「福富村立福富中学校」（福富村立福富小学校に併設）

  - 5月3日 - 開校式を挙行。
- 1955年（昭和30年）
  - 4月1日 - 錦江村と竜王村が新設合併し、有明村が発足。
  - 7月20日 - （旧）白石町が六角村・須古村を編入。
  - 9月30日 - 有明村が南有明村を編入。
    - 「白石町立須古中学校」
    - 「白石町立六角中学校」
    - 「白石町立白石中学校」
    - 「北有明村立北明中学校[3]」
    - 「南有明村立南有明中学校」（4月） → 「有明村立有明東中学校」（9月）
    - 「有明村立竜王中学校」（4月）→ 「有明村立有明南中学校」（9月）
    - 「有明村立錦江中学校」（4月）→ 「有明村立有明西中学校」（9月）
    - 「福富村立福富中学校」
- 1956年（昭和31年）
  - 4月1日 - 橋下村が分割され、（旧）白石町および北方町に編入。橋下村のうち、大渡の喜佐木・鳥巣・岡崎・下蓑具地区の生徒が須古中学校に転入。
  - 7月1日 - 北有明村を（旧）白石町に編入。
    - 「白石町立須古中学校」
    - 「白石町立六角中学校」
    - 「白石町立白石中学校」
    - 「白石町立北明中学校」
    - 「有明村立有明東中学校」
    - 「有明村立有明南中学校」
    - 「有明村立有明西中学校」
    - 「福富村立福富中学校」

- 1962年（昭和37年）

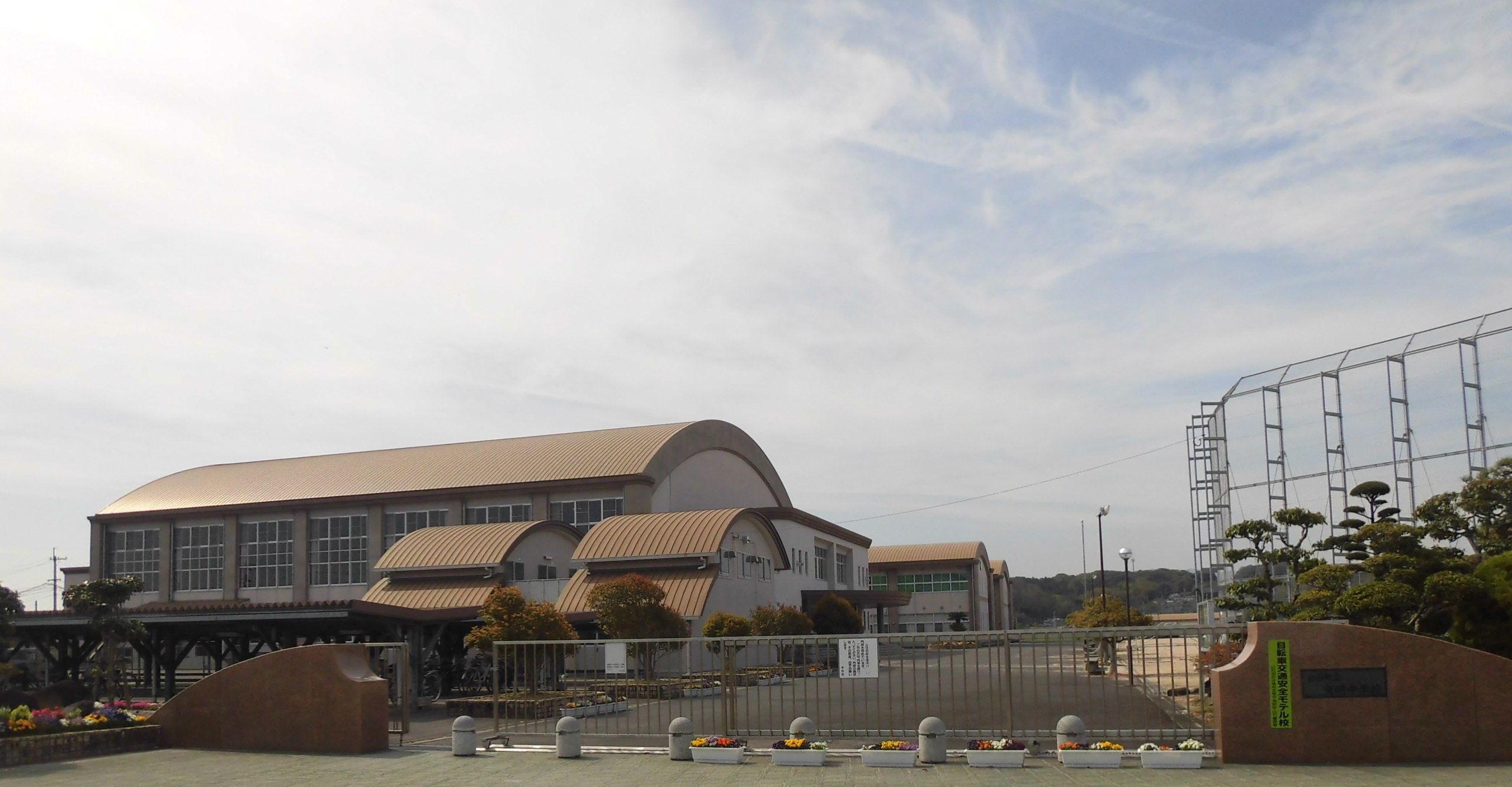
旧・有明中学校

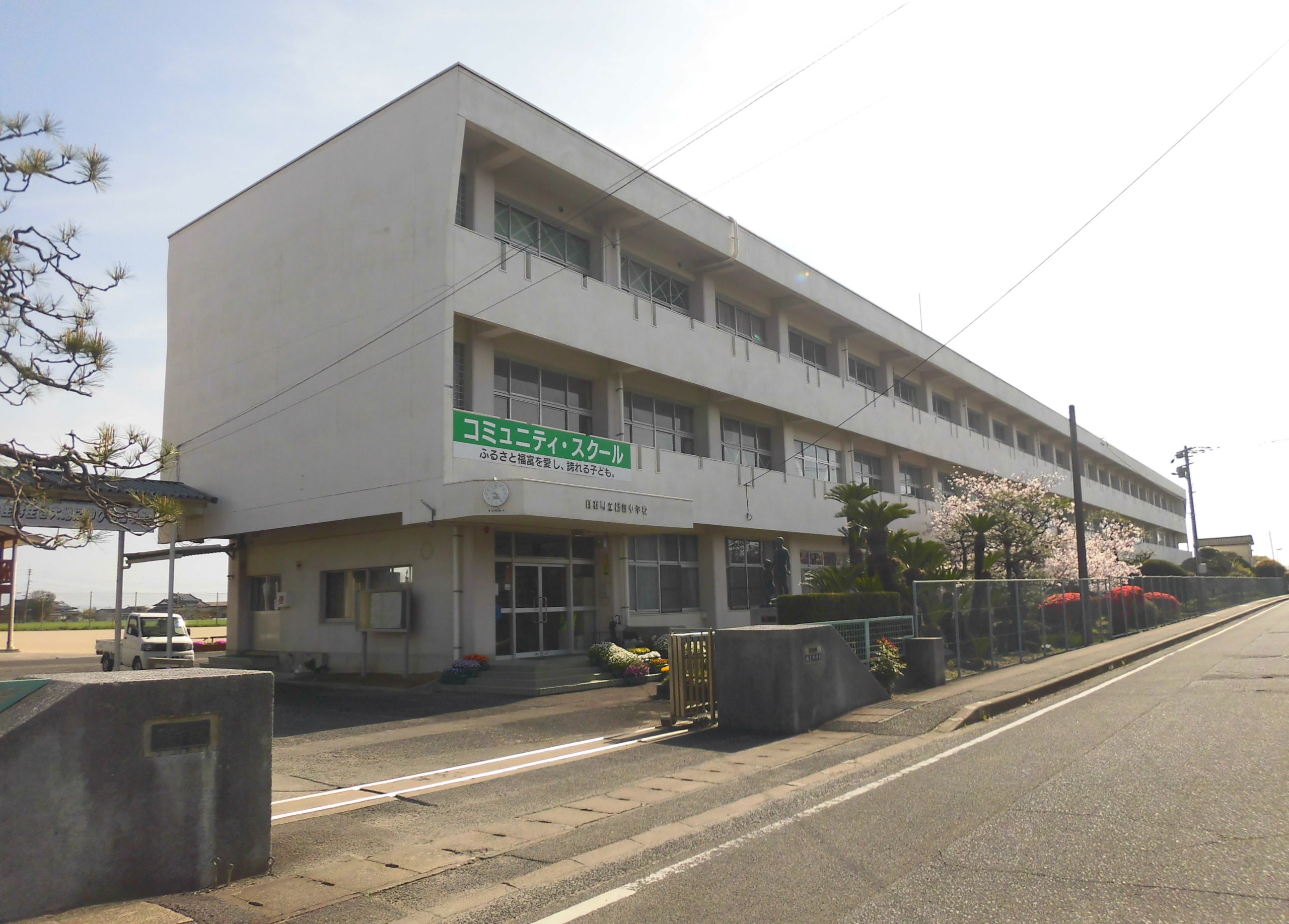
旧・福富中学校

  - 4月1日 - 白石町立中学校4校（須古・六角・白石・北明）、有明村立中学校3校（有明東・有明南・有明西）がそれぞれ統合される。
  - 10月1日 - 有明村が町制施行、有明町となる。
    - 「白石町立白石中学校」（二代目）
    - 「有明村立有明中学校」（4月）→ 「有明町立有明中学校」（10月）
    - 「福富村立福富中学校」
- 1967年（昭和42年）4月1日 - 福富村が町制施行、福富町となる。
  - 「白石町立白石中学校」（二代目）
  - 「有明町立有明中学校」
  - 「福富町立福富中学校」
- 2005年（平成17年）1月1日 - （旧）白石町・福富町・有明町が合併し、新たに白石町となる。
  - 「白石町立白石中学校」（二代目）
  - 「白石町立有明中学校」
  - 「白石町立福富中学校」
- 2024年（令和6年）4月1日 - 白石町立中学校3校（白石・有明・福富）が統合の上、「白石町立白石中学校」（三代目）となる[4]。

## 交通
最寄りの鉄道駅
- JR九州 長崎本線 「肥前白石駅」

最寄りのバス停留所
- 祐徳バス 佐賀線 「白石中学校前」停留所

最寄りの幹線道路
- 佐賀県道36号武雄福富線
- 国道207号 「白石中学校前」交差点

## 周辺
- 白石町学校給食センター
- 白石社会体育館
- JAさが白石支所

## 著名な出身者
- 前田和浩 - 元陸上競技選手。3年次に出場した全日本中学校陸上競技選手権大会では、1500mと3000m部門で共に優勝している[5]。

## 参考資料
- 「白石町史」（1974年（昭和49年）2月10日, 白石町）
- 閉校式～3中学校の長い歴史に幕 - 白石町ウェブサイト
- 「白石町立白石中学校」新しい歴史のはじまり - 白石町ウェブサイト

## 関連事項
- 佐賀県中学校一覧